# 瓦迪斯瓦夫一世 (普沃茨克)

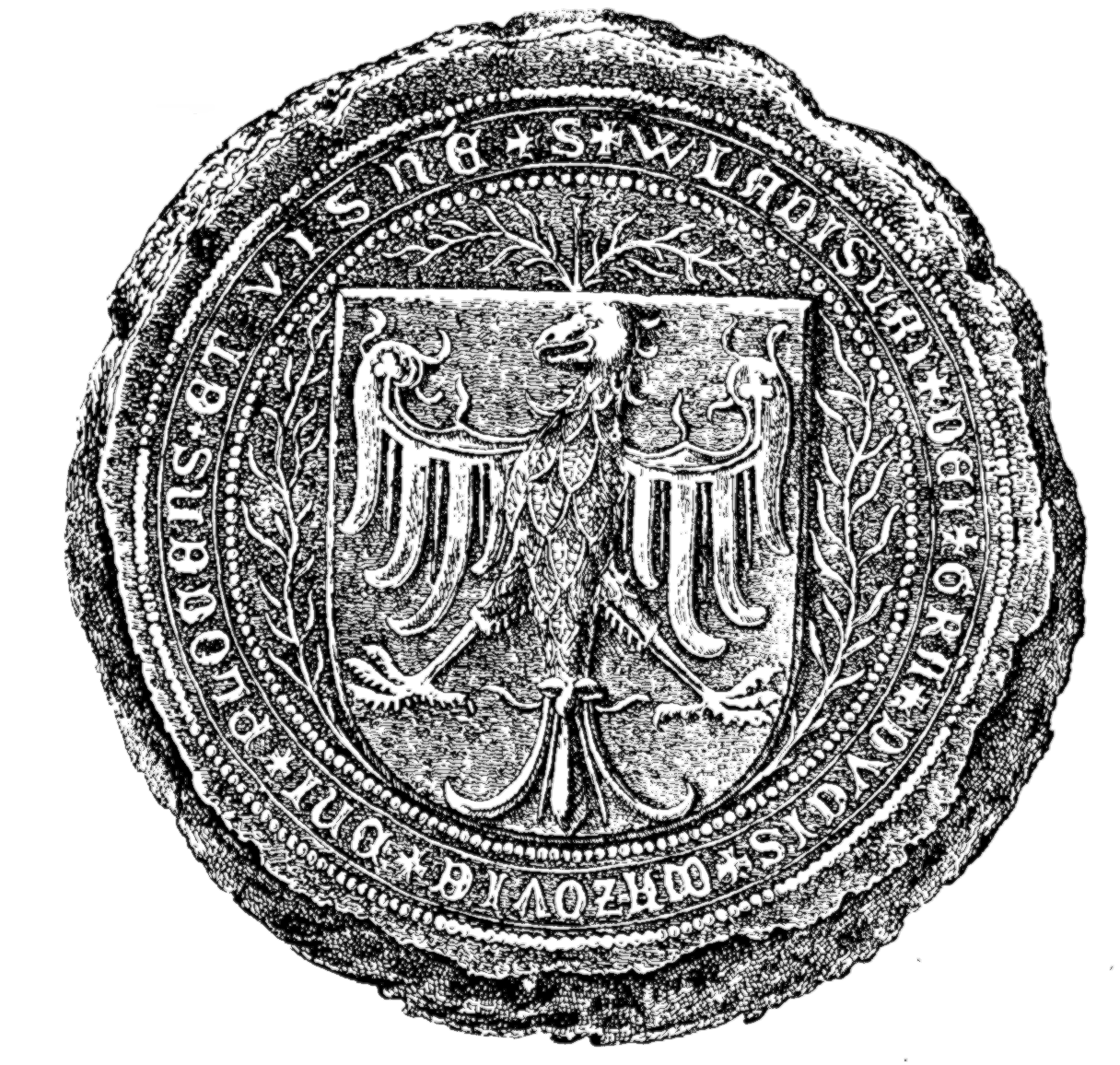
瓦迪斯瓦夫一世璽印

瓦迪斯瓦夫一世（波蘭語：Władysław I płocki，約1406年—1455年12月），普沃茨克公爵，謝莫維特四世的幼子，母親是立陶宛的亞歷山德拉。

## 家庭
1444年，瓦迪斯瓦夫與奧萊希尼察公爵康拉德五世的女兒安娜結婚，兩人共有兩個兒子：
1. 謝莫維特（1446年—1461年）
2. 瓦迪斯瓦夫（英语：Władysław II of Płock）（1448年—1462年）